# 里奥堡
里奥堡（義大利語：Castel del Rio）是意大利艾米利亚-罗马涅大区博洛尼亚省的一个镇，距离大区首府博洛尼亚约35公里。
历史上，里奥堡是粟子的产地并获得了欧洲地理保护标识。